# Bombardeo de Cádiz (1936)
El bombardeo de Cádiz se produjo el 7 de agosto de 1936 y fue realizado por el destructor Almirante Valdés que bombardea la Caleta y el barrio de la Viña, y el crucero ligero Miguel de Cervantes que bombardea la zona noroeste y continuó el 25 de agosto de 1936 con dos bombarderos pertenecientes al bando republicano que bombardearon la zona entre la alameda de Apocada e Isabel la Católica. El bombardeo se produjo dentro del contexto de la guerra civil española. Fallecieron siete civiles y veintiuno resultaron heridos, no se registraron daños materiales en las instalaciones militares y ningún militar fue herido.

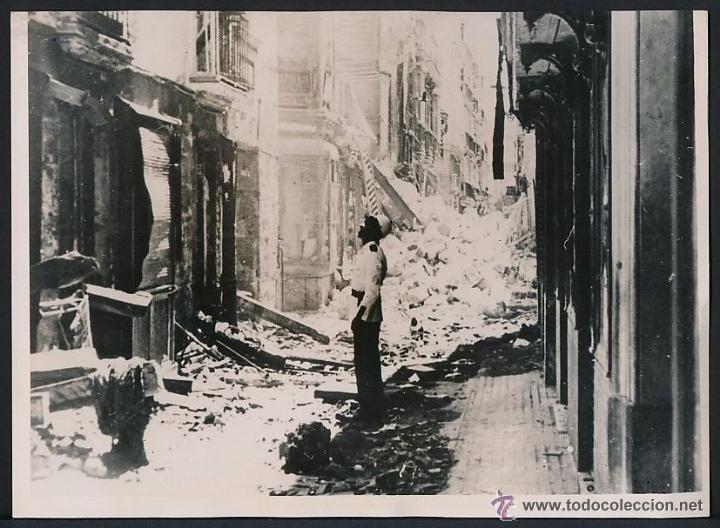
Efectos del bombardeo republicano en Cádiz.

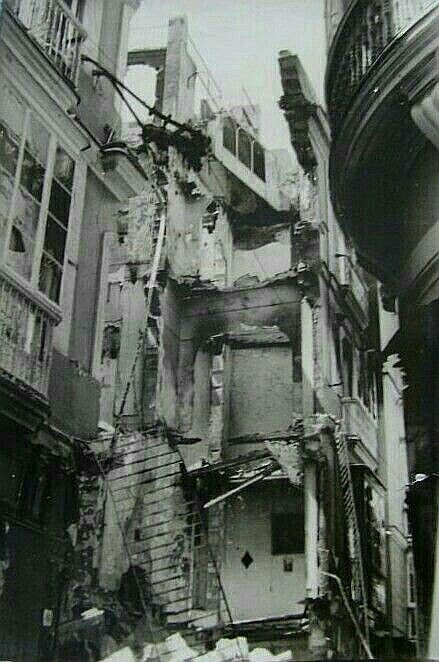
Efectos del bombardeo de las calles de Cádiz por parte del destructor republicano Almirante Valdés.

Así lo trató la prensa local